# Mezőhegyes
Mezőhegyes − miasto na Węgrzech, w Komitacie Békés, w powiecie Mezőkovácsháza.
Znajduje się tu państwowa stadnina koni.